# 소련 공산당 대회
소비에트 연방공산당대회(러시아어: Конгресс Коммунистической партии Советского Союза), 약칭 소공당대회(러시아어: съезд КПСС 시예즈트 큽스[*])는 소련 공산당 및 그 전신들의 전당대회다. 당강령에 따르면 소련 공산당의 총괄 지배기구는 대회다. 하지만 실권은 중앙위원회(당중앙)에 있었다.
1920년대까지는 매년 대회가 개최되다가, 이오시프 스탈린 집권기인 1939년에서 1952년 사이에는 한 차례도 대회가 열리지 않았다. 스탈린 이후로는 매 5년마다 대회를 개최했다.

## 역대 대회 목록
| 범례                          | 범례                                                                                    | 범례                                                                                    | 범례                                                                                    | 범례                                                                                    | 범례                                                                                    | 범례                                                                                    | 범례                                                                                    | 범례                                                                                    | 범례                                                                                    | 범례                                                                                    | 범례                                                                                    |
| ----------------------------- | --------------------------------------------------------------------------------------- | --------------------------------------------------------------------------------------- | --------------------------------------------------------------------------------------- | --------------------------------------------------------------------------------------- | --------------------------------------------------------------------------------------- | --------------------------------------------------------------------------------------- | --------------------------------------------------------------------------------------- | --------------------------------------------------------------------------------------- | --------------------------------------------------------------------------------------- | --------------------------------------------------------------------------------------- | --------------------------------------------------------------------------------------- |
| CC                            | 중앙위원회(당중앙)                                                                      | 중앙위원회(당중앙)                                                                      | 중앙위원회(당중앙)                                                                      | 중앙위원회(당중앙)                                                                      | 중앙위원회(당중앙)                                                                      | 중앙위원회(당중앙)                                                                      | 중앙위원회(당중앙)                                                                      | 중앙위원회(당중앙)                                                                      | 중앙위원회(당중앙)                                                                      | 중앙위원회(당중앙)                                                                      | 중앙위원회(당중앙)                                                                      |
| CAC                           | 중앙감사위원회(감사위)                                                                  | 중앙감사위원회(감사위)                                                                  | 중앙감사위원회(감사위)                                                                  | 중앙감사위원회(감사위)                                                                  | 중앙감사위원회(감사위)                                                                  | 중앙감사위원회(감사위)                                                                  | 중앙감사위원회(감사위)                                                                  | 중앙감사위원회(감사위)                                                                  | 중앙감사위원회(감사위)                                                                  | 중앙감사위원회(감사위)                                                                  | 중앙감사위원회(감사위)                                                                  |
| FM                            | 권리당원 (투표권 있는 당원)                                                             | 권리당원 (투표권 있는 당원)                                                             | 권리당원 (투표권 있는 당원)                                                             | 권리당원 (투표권 있는 당원)                                                             | 권리당원 (투표권 있는 당원)                                                             | 권리당원 (투표권 있는 당원)                                                             | 권리당원 (투표권 있는 당원)                                                             | 권리당원 (투표권 있는 당원)                                                             | 권리당원 (투표권 있는 당원)                                                             | 권리당원 (투표권 있는 당원)                                                             | 권리당원 (투표권 있는 당원)                                                             |
| CM                            | 후보당원 (투표권 없는 당원)                                                             | 후보당원 (투표권 없는 당원)                                                             | 후보당원 (투표권 없는 당원)                                                             | 후보당원 (투표권 없는 당원)                                                             | 후보당원 (투표권 없는 당원)                                                             | 후보당원 (투표권 없는 당원)                                                             | 후보당원 (투표권 없는 당원)                                                             | 후보당원 (투표권 없는 당원)                                                             | 후보당원 (투표권 없는 당원)                                                             | 후보당원 (투표권 없는 당원)                                                             | 후보당원 (투표권 없는 당원)                                                             |
| VD                            | 권리대표자 (투표권 있는 대표자)                                                         | 권리대표자 (투표권 있는 대표자)                                                         | 권리대표자 (투표권 있는 대표자)                                                         | 권리대표자 (투표권 있는 대표자)                                                         | 권리대표자 (투표권 있는 대표자)                                                         | 권리대표자 (투표권 있는 대표자)                                                         | 권리대표자 (투표권 있는 대표자)                                                         | 권리대표자 (투표권 있는 대표자)                                                         | 권리대표자 (투표권 있는 대표자)                                                         | 권리대표자 (투표권 있는 대표자)                                                         | 권리대표자 (투표권 있는 대표자)                                                         |
| CD                            | 후보대표자 (투표권 없는 대표자)                                                         | 후보대표자 (투표권 없는 대표자)                                                         | 후보대표자 (투표권 없는 대표자)                                                         | 후보대표자 (투표권 없는 대표자)                                                         | 후보대표자 (투표권 없는 대표자)                                                         | 후보대표자 (투표권 없는 대표자)                                                         | 후보대표자 (투표권 없는 대표자)                                                         | 후보대표자 (투표권 없는 대표자)                                                         | 후보대표자 (투표권 없는 대표자)                                                         | 후보대표자 (투표권 없는 대표자)                                                         | 후보대표자 (투표권 없는 대표자)                                                         |
| 보고자                        | CC 및 CAC에서 지난 대회 이후 현재 대회까지 있었던 일과 향후 계획을 대표자들에게 브리핑. | CC 및 CAC에서 지난 대회 이후 현재 대회까지 있었던 일과 향후 계획을 대표자들에게 브리핑. | CC 및 CAC에서 지난 대회 이후 현재 대회까지 있었던 일과 향후 계획을 대표자들에게 브리핑. | CC 및 CAC에서 지난 대회 이후 현재 대회까지 있었던 일과 향후 계획을 대표자들에게 브리핑. | CC 및 CAC에서 지난 대회 이후 현재 대회까지 있었던 일과 향후 계획을 대표자들에게 브리핑. | CC 및 CAC에서 지난 대회 이후 현재 대회까지 있었던 일과 향후 계획을 대표자들에게 브리핑. | CC 및 CAC에서 지난 대회 이후 현재 대회까지 있었던 일과 향후 계획을 대표자들에게 브리핑. | CC 및 CAC에서 지난 대회 이후 현재 대회까지 있었던 일과 향후 계획을 대표자들에게 브리핑. | CC 및 CAC에서 지난 대회 이후 현재 대회까지 있었던 일과 향후 계획을 대표자들에게 브리핑. | CC 및 CAC에서 지난 대회 이후 현재 대회까지 있었던 일과 향후 계획을 대표자들에게 브리핑. | CC 및 CAC에서 지난 대회 이후 현재 대회까지 있었던 일과 향후 계획을 대표자들에게 브리핑. |
| 헌장                          | 소련 공산당 헌장. 소공당의 당헌.                                                        | 소련 공산당 헌장. 소공당의 당헌.                                                        | 소련 공산당 헌장. 소공당의 당헌.                                                        | 소련 공산당 헌장. 소공당의 당헌.                                                        | 소련 공산당 헌장. 소공당의 당헌.                                                        | 소련 공산당 헌장. 소공당의 당헌.                                                        | 소련 공산당 헌장. 소공당의 당헌.                                                        | 소련 공산당 헌장. 소공당의 당헌.                                                        | 소련 공산당 헌장. 소공당의 당헌.                                                        | 소련 공산당 헌장. 소공당의 당헌.                                                        | 소련 공산당 헌장. 소공당의 당헌.                                                        |
| PMR                           | 대회 참여 당원 (대회 개최 시점의 당원 머릿수라고 볼 수 있음).                           | 대회 참여 당원 (대회 개최 시점의 당원 머릿수라고 볼 수 있음).                           | 대회 참여 당원 (대회 개최 시점의 당원 머릿수라고 볼 수 있음).                           | 대회 참여 당원 (대회 개최 시점의 당원 머릿수라고 볼 수 있음).                           | 대회 참여 당원 (대회 개최 시점의 당원 머릿수라고 볼 수 있음).                           | 대회 참여 당원 (대회 개최 시점의 당원 머릿수라고 볼 수 있음).                           | 대회 참여 당원 (대회 개최 시점의 당원 머릿수라고 볼 수 있음).                           | 대회 참여 당원 (대회 개최 시점의 당원 머릿수라고 볼 수 있음).                           | 대회 참여 당원 (대회 개최 시점의 당원 머릿수라고 볼 수 있음).                           | 대회 참여 당원 (대회 개최 시점의 당원 머릿수라고 볼 수 있음).                           | 대회 참여 당원 (대회 개최 시점의 당원 머릿수라고 볼 수 있음).                           |
| 대회                          | 진행기간                                                                                | 대표자                                                                                  | 선출자                                                                                  | 선출자                                                                                  | 보고자                                                                                  | 보고자                                                                                  | 헌장                                                                                    | 강령                                                                                    | PMR                                                                                     | 장소                                                                                    | 국가                                                                                    |
| 대회                          | 진행기간                                                                                | 대표자                                                                                  | CC                                                                                      | CAC                                                                                     | CC                                                                                      | CAC                                                                                     | 헌장                                                                                    | 강령                                                                                    | PMR                                                                                     | 장소                                                                                    | 국가                                                                                    |
| 제1차                         | 1898년 3월 1일 - 1898년 3월 3일 (3일)                                                   | 9인                                                                                     | 3인                                                                                     | —                                                                                       | —                                                                                       | —                                                                                       | —                                                                                       | —                                                                                       | —                                                                                       | 민 스 크                                                                                | 러 시 아 제 국                                                                          |
| 제2차 1903년 당료선거         | 1903년 7월 17일 - 1903년 8월 10일 (25일)                                                | VD 51인 – CD 12인                                                                       | FM 3인 – PM 2인                                                                         | —                                                                                       | —                                                                                       | —                                                                                       | 수정                                                                                    | 제1차 강령                                                                              | —                                                                                       | 브 뤼 셀                                                                                | 벨 기 에                                                                                |
| 제2차 1903년 당료선거         | 1903년 7월 17일 - 1903년 8월 10일 (25일)                                                | VD 51인 – CD 12인                                                                       | FM 3인 – PM 2인                                                                         | —                                                                                       | —                                                                                       | —                                                                                       | 수정                                                                                    | 제1차 강령                                                                              | —                                                                                       | 런 던                                                                                   | 영 국                                                                                   |
| 제3차 1905년 당료선거         | 1905년 4월 12일 - 1905년 4월 27일 (16일)                                                | VD 24일 – CD 14일                                                                       | FM 4인 AP 4인 PM 1인                                                                    | —                                                                                       | —                                                                                       | —                                                                                       | 수정                                                                                    | —                                                                                       | —                                                                                       | 런 던                                                                                   | 영 국                                                                                   |
| 제4차 1906년 당료선거         | 1906년 4월 10일 - 1906년 4월 25일 (16일)                                                | VD 112인 – CD 22인                                                                      | FM 10인 – PM 1인                                                                        | —                                                                                       | —                                                                                       | —                                                                                       | 수정                                                                                    | —                                                                                       | —                                                                                       | 스 톡 홀 름                                                                             | 스 웨 덴                                                                                |
| 제5차 1907년 당료선거         | 1907년 4월 30일 - 1907년 5월 19일 (20일)                                                | VD 343인 – CD 41인                                                                      | FM 11인 CM 21인 PM 6인                                                                  | —                                                                                       | 아브라모비치 보그다노프 마르토프                                                        | —                                                                                       | —                                                                                       | —                                                                                       | 178,000인                                                                               | 런 던                                                                                   | 영 국                                                                                   |
| 제6차 1917년 당료선거         | 1917년 7월 26일 - 1917년 8월 3일 (9일)                                                  | VD 157일 – CD 110일                                                                     | FM 21인 – CM 10인                                                                       | —                                                                                       | 없음                                                                                    | —                                                                                       | 수정                                                                                    | 제2차 강령                                                                              | 177,000인                                                                               | 페 트 로 그 라 드                                                                       | 러 시 아 공 화 국                                                                       |
| 제7차 1917년-1918년 당료선거  | 1918년 3월 6일 - 1918년 3월 8일 (3일)                                                   | VD 47인 – CD 59인                                                                       | FM 19인 – CM 8인                                                                        | —                                                                                       | 레닌 스베르들로프                                                                       | —                                                                                       | —                                                                                       | —                                                                                       | 233,000인                                                                               | 페 트 로 그 라 드                                                                       | 러 시 아 S F S R                                                                        |
| 제8차 1918년–1919년 당료선거  | 1919년 3월 18일 - 1919년 3월 23일 (6일)                                                 | VD 301인 – CD 102인                                                                     | FM 19인 – CM 8인                                                                        | 3                                                                                       | 레닌                                                                                    | —                                                                                       | 수정                                                                                    | —                                                                                       | 313,766인                                                                               | 모 스 크 바                                                                             | 러 시 아 S F S R                                                                        |
| 제9차 1919년–1920년 당료선거  | 1920년 3월 29일 - 1920년 4월 5일 (8일)                                                  | VD 301인 – CD 102인                                                                     | FM 19인 – CM 12인                                                                       | 없음                                                                                    | 레닌                                                                                    | —                                                                                       | —                                                                                       | —                                                                                       | 611,978인                                                                               | 모 스 크 바                                                                             | 러 시 아 S F S R                                                                        |
| 제10차 1921년–1922년 당료선거 | 1921년 3월 8일 - 1921년 3월 16일 (9일)                                                  | VD 715인 – CD 553인                                                                     | FM 25인 – CM 15인                                                                       | 없음                                                                                    | 레닌                                                                                    | —                                                                                       | —                                                                                       | —                                                                                       | 732,521인                                                                               | 모 스 크 바                                                                             | 러 시 아 S F S R                                                                        |
| 제11차 1921년–1922년 당료선거 | 1922년 3월 27일 - 1922년 4월 2일 (7일)                                                  | VD 694인 – CD 296인                                                                     | FM 27인 – CM 17인                                                                       | 없음                                                                                    | 레닌                                                                                    | 노긴                                                                                    | —                                                                                       | —                                                                                       | 532,000인                                                                               | 모 스 크 바                                                                             | 소 비 에 트 연 방                                                                       |
| 제12차 1922년–1923년 당료선거 | 1923년 4월 17일 - 1923년 4월 25일 (9일)                                                 | VD 408인 – CD 417인                                                                     | FM 40인 – CM 17인                                                                       | 3인                                                                                     | 카메네프                                                                                | 노긴                                                                                    | 수정                                                                                    | —                                                                                       | 386,000인                                                                               | 모 스 크 바                                                                             | 소 비 에 트 연 방                                                                       |
| 제13차 1923년–1924년 당료선거 | 1924년 5월 23일 - 1924년 5월 31일 (9일)                                                 | VD 748인 – CD 416인                                                                     | FM 53인 – CM 34인                                                                       | 3인                                                                                     | 지노비에프                                                                              | 쿠르스키                                                                                | —                                                                                       | —                                                                                       | FM 735,881인 – CM 127,741인                                                             | 모 스 크 바                                                                             | 소 비 에 트 연 방                                                                       |
| 제14차 1925년 당료선거        | 1925년 12월 18일 - 1925년 12월 31일 (14일)                                              | VD 665인 – CD 641인                                                                     | FM 63인 – CM 43인                                                                       | 7인                                                                                     | 스탈린                                                                                  | 쿠르스키                                                                                | 수정                                                                                    | —                                                                                       | FM 643,000인 – CM 445,000인                                                             | 모 스 크 바                                                                             | 소 비 에 트 연 방                                                                       |
| 제15차 1927년 당료선거        | 1927년 12월 2일 - 1927년 12월 19일 (18일)                                               | VD 898인 – CD 771인                                                                     | FM 71인 – CM 50인                                                                       | 9인                                                                                     | 스탈린                                                                                  | 쿠르스키                                                                                | 수정                                                                                    | —                                                                                       | FM 887,233인 – CM 348,957인                                                             | 모 스 크 바                                                                             | 소 비 에 트 연 방                                                                       |
| 제16차 1929년–1930년 당료선거 | 1930년 6월 26일 - 1930년 7월 13일 (18인)                                                | VD 1268인 – CD 891인                                                                    | FM 71인 – CM 67인                                                                       | 13인                                                                                    | 스탈린                                                                                  | 블라디미르스키                                                                          | —                                                                                       | —                                                                                       | FM 1,260,874인 – CM 711,609인                                                           | 모 스 크 바                                                                             | 소 비 에 트 연 방                                                                       |
| 제17차 1933년–1934년 당료선거 | 1934년 1월 26일 - 1934년 2월 10일 (16일)                                                | VD 1225인 – CD 736인                                                                    | FM 71인 – CM 68인                                                                       | 22인                                                                                    | 스탈린                                                                                  | 블라디미르스키                                                                          | 수정                                                                                    | —                                                                                       | FM 1,872,488인 – CM 935,298인                                                           | 모 스 크 바                                                                             | 소 비 에 트 연 방                                                                       |
| 제18차 1938년–1939년 당료선거 | 1939년 3월 10일 - 1939년 3월 21일 (12일)                                                | VD 1569인 – CD 466인                                                                    | FM 71인 – CM 13인                                                                       | 13인                                                                                    | 스탈린                                                                                  | 블라디미르스키                                                                          | 수정                                                                                    | —                                                                                       | FM 1,588,852인 – CM 888,814인                                                           | 모 스 크 바                                                                             | 소 비 에 트 연 방                                                                       |
| 제19차 1951년–1952년 당료선거 | 1952년 10월 5일 - 1952년 10월 14일 (10일)                                               | VD 1192인 – CD 167인                                                                    | FM 125인 – CM 111인                                                                     | 37인                                                                                    | 말렌코프                                                                                | 마스카토프                                                                              | 수정                                                                                    | —                                                                                       | FM 6,000,000인 – CM 900,000인                                                           | 모 스 크 바                                                                             | 소 비 에 트 연 방                                                                       |
| 제20차 1955년–1956년 당료선거 | 1956년 2월 14일 - 1956년 2월 25일 (12일)                                                | VD 1349인 – CD 81인                                                                     | FM 133인 – CM 122인                                                                     | 63인                                                                                    | 흐루쇼프                                                                                | 모스카토프                                                                              | 수정                                                                                    | —                                                                                       | FM 6,795,896인 – CM 419,609인                                                           | 모 스 크 바                                                                             | 소 비 에 트 연 방                                                                       |
| 제21차 선거 없음              | 1959년 1월 27일 - 1959년 2월 5일 (10일)                                                 | VD 1261인 – CD 106인                                                                    | 없음                                                                                    | 없음                                                                                    | 흐루쇼프                                                                                | —                                                                                       | —                                                                                       | —                                                                                       | FM 7,622,356인 – CM 616,775인                                                           | 모 스 크 바                                                                             | 소 비 에 트 연 방                                                                       |
| 제22차 1960년–1961년 당료선거 | 1961년 10월 17일 - 1961년 10월 31일 (15일)                                              | VD 4394인 – CD 405인                                                                    | FM 175인 – CM 155인                                                                     | 65인                                                                                    | 흐루쇼프                                                                                | 고르킨                                                                                  | 수정                                                                                    | 제3차 강령                                                                              | FM 8,872,516인 – CM 843,489인                                                           | 모 스 크 바                                                                             | 소 비 에 트 연 방                                                                       |
| 제23차 1965년–1966년 당료선거 | 1966년 3월 29일 - 1966년 4월 8일 (11일)                                                 | VD 4619인 – CD 323인                                                                    | FM 195인 – CM 165인                                                                     | 79인                                                                                    | 브레즈네프                                                                              | 무라뵤바                                                                                | 수정                                                                                    | 수정                                                                                    | FM 11,673,676인 – CM 797,403인                                                          | 모 스 크 바                                                                             | 소 비 에 트 연 방                                                                       |
| 제24차 1970년–1971년 당료선거 | 1971년 3월 30일 - 1971년 4월 9일 (11일)                                                 | VD 4740인 – CD 223인                                                                    | FM 245인 – CM 155인                                                                     | 81인                                                                                    | 브레즈네프                                                                              | 시조프                                                                                  | —                                                                                       | —                                                                                       | FM 13,810,089인 – CM 645,232인                                                          | 모 스 크 바                                                                             | 소 비 에 트 연 방                                                                       |
| 제25차 1975년–1976년 당료선거 | 1976년 2월 24일 - 1976년 3월 5일 (10일)                                                 | 4998인                                                                                  | FM 287인 – CM 139인                                                                     | 85인                                                                                    | 브레즈네프                                                                              | 시조프                                                                                  | —                                                                                       | —                                                                                       | FM 15,365,600인 – CM 628,876인                                                          | 모 스 크 바                                                                             | 소 비 에 트 연 방                                                                       |
| 제26차 1980년–1981년 당료선거 | 1981년 2월 23일 - 1981년 3월 3일 (9일)                                                  | 4994인                                                                                  | FM 319인 – CM 151인                                                                     | 75인                                                                                    | 브레즈네프                                                                              | 시조프                                                                                  | —                                                                                       | —                                                                                       | FM 16,732,408인 – CM 698,005인                                                          | 모 스 크 바                                                                             | 소 비 에 트 연 방                                                                       |
| 제27차 1985년–1986년 당료선거 | 1986년 2월 25일 - 1986년 3월 6일 (10일)                                                 | 4993인                                                                                  | FM 307인 – CM 170인                                                                     | 83인                                                                                    | 고르바초프                                                                              | 시조프                                                                                  | 수정                                                                                    | 수정                                                                                    | FM 18,975,725인 – CM 512,097인                                                          | 모 스 크 바                                                                             | 소 비 에 트 연 방                                                                       |
| 제28차 1990년–1991년 당료선거 | 1990년 7월 2일 - 1990년 7월 13일 (12일)                                                 | 4683인                                                                                  | 412인                                                                                   | —                                                                                       | 고르바초프                                                                              | —                                                                                       | 수정                                                                                    | 강령 마련 실패                                                                          | FM 18,856,113인 – CM 372,104인                                                          | 모 스 크 바                                                                             | 소 비 에 트 연 방                                                                       |

## 참고 자료
- “Численный состав КПСС” [Members of the Communist Party of the Soviet Union] (러시아어). sovtime.ru. 2017년 1월 7일에 확인함.